# أوري سولومون وير
أوري سولومون وير هو قاضي ومحامي وسياسي أمريكي، ولد في 11 مايو 1882 في Peach Grove, Kentucky ‏ في الولايات المتحدة، وتوفي في 16 ديسمبر 1974 في فورت ميتشل في الولايات المتحدة. نشط حزبياً في الحزب الديمقراطي. وقد انتخب عضو مجلس النواب الأمريكي ‏.